# Гродзисько (Ленчицький повіт)
Гродзисько (пол. Grodzisko) — село в Польщі, у гміні Свіниці-Варцькі Ленчицького повіту Лодзинського воєводства.
Населення — 53 особи (2011).
У 1975-1998 роках село належало до Конінського воєводства.

## Демографія
Демографічна структура станом на 31 березня 2011 року:
|          | Загалом | Допрацездатний вік | Працездатний вік | Постпрацездатний вік |
| -------- | ------- | ------------------ | ---------------- | -------------------- |
| Чоловіки | 25      | 3                  | 18               | 4                    |
| Жінки    | 28      | 7                  | 14               | 7                    |
| Разом    | 53      | 10                 | 32               | 11                   |